# Podocarpus totara
Podocarpus totara é uma espécie de árvore conífera endêmica da Nova Zelândia. Pode ser encontrada na ilha Norte e na parte nordeste da ilha Sul, em florestas subalpinas baixas ou de montanha. Na língua maori é chamada de tōtara.